# Klasa robotnicza idzie do raju
Klasa robotnicza idzie do raju (wł. La classe operaia va in paradiso) – włoski dramat obyczajowy z 1971 roku w reżyserii Elio Petriego.
Obraz został nagrodzony Złotą Palmą na 25 MFF w Cannes w 1972, ex aequo ze Sprawą Mattei Francesco Rosiego. Specjalne wyróżnienie na tym festiwalu otrzymał również Gian Maria Volonté, odtwórca głównych ról w obydwu zwycięskich filmach.

## Fabuła
Lulu Massa jest tokarzem akordowym i jednocześnie przodownikiem pracy w fabryce w Mediolanie. Jego wysoka wydajność nie daje mu jednak niczego poza nieprzychylnym stosunkiem kolegów. W ferworze pracy Lulu traci palec, co związkowcom daje asumpt do organizacji protestu i walki o lepsze warunki pracy. Lulu za podszeptem goszystowskich działaczy studenckich włącza się do historii, najpierw jako agitator, później jako uczestnik rozruchów, dzięki czemu traci pracę i w efekcie załamuje się. Ostatecznie wraca do pracy, gdzie jednak już tylko wegetuje na podrzędnym stanowisku.
Tytuł filmu nawiązuje do sceny proroczego snu, w którym ludzie pracy nie mogą po śmierci wejść do raju, gdyż drogę zagradza im mur. 

## Obsada
- Gian Maria Volonté jako Lulu Massa
- Mariangela Melato jako Lidia
- Luigi Diberti jako Bassi
- Salvo Randone jako Militina
- Federico Scrobogna
- Gino Pernice
- Giuseppe Fortis
- Renata Zamengo

## Produkcja
Zdjęcia kręcono w San Pietro Mosezzo (prowincja Novara) w regionie Piemontu.